# Circuito de Monsanto
Der Circuito de Monsanto war eine in ihrer längsten Version 5,633 Kilometer lange Motorsport-Rennstrecke, die ca. 5 Kilometer westnordwestlich des Stadtzentrums von Lissabon, Portugal lag. Dort wurde 1959 der Große Preis von Portugal ausgetragen.

## Geschichte
Das erste Rennen im Parque Florestal de Monsanto war ein Bergrennen, das 1910 auf einem 1506 m langen Abschnitt der Estrada de Pimenteira stattfand. Trotz der mehr als 30000 Zuschauer wurde diese Veranstaltung nur zwei weitere Male, 1913 und 1922, ausgetragen. 
Der Straßenkurs Serra de Monsanto (= Heiliger Berg) wurde von 1953 bis 1959 benutzt und nutzte auch einen Abschnitt der Autobahn Lissabon-Cascais. Im Jahr 1959 wurde die Strecke leicht verkürzt. 
Ab 1961 wurde die Strecke verkürzt um während der Rennveranstaltungen die Sperrung des benutzten Autobahnabschnitts zu vermeiden. Die letzten Rennen auf dieser Circuito de Monte Claro genannten Variante fanden 1971 statt.
1980 gab es Gerüchte über einen Umbau der Strecke, um 1982 einen F.1-GP von Portugal auszutragen.

## Streckenbeschreibung
Die sich im Parque Florestal de Monsanto befindliche Rennstrecke war sehr schwierig zu fahren. Es war eine gefährliche Strecke, selbst nach den Standards der 1950er Jahre, weil sie sehr holprig und uneben war. Der Kurs führte über viele verschiedene Fahrbahnoberflächen und sogar das Überqueren von Straßenbahnschienen war Teil der Strecke auf der von 1954 bis 1959 zahlreiche Rennen ausgetragen wurden.

## Veranstaltungen
Der GP von Portugal fand hier 1954, 1957 (beide für Sportwagen) und 1959 (F.1) statt. Den Großen Preis von Portugal 1959 entschied der Brite Stirling Moss für sich. Er gewann das Rennen in der Abenddämmerung, da es erst spät am Tag gestartet wurde, um die intensive Sonne während des Tages zu vermeiden.

## Statistik

### Alle Sieger von Formel-1-Rennen im Monsanto Park
| Nr. | Jahr | Fahrer        | Konstrukteur | Motor  | Reifen | Zeit         | Streckenlänge | Runden | Ø-Tempo      | Datum      | GP von   |
| --- | ---- | ------------- | ------------ | ------ | ------ | ------------ | ------------- | ------ | ------------ | ---------- | -------- |
| 1   | 1959 | Stirling Moss | Cooper       | Climax | D      | 2:11:55,41 h | 5,440 km      | 62     | 153,398 km/h | 23. August | Portugal |